# Dieny
Dieny – grupa organicznych związków chemicznych, węglowodory nienasycone, w których występują dwa wiązania podwójne między atomami węgla. Ogólny wzór dienów otwarto-łańcuchowych to CnH2n-2, zaś dienów cyklicznych to CnH2n-4.
W zależności od liczby wiązań pojedynczych znajdujących się pomiędzy wiązaniami podwójnymi w łańcuchu węglowym rozróżnia się trzy rodzaje dienów:
Skumulowanezwane allenami, w których wiązania podwójne sąsiadują ze sobą: ...−CH=C=CH−..., co powoduje, że są one nietrwałe i ulegają powolnemu przekształceniu w analogiczny alkin: ...−CH=C=CH−... → ...−CH2−C≡C−...
Najprostszym dienem skumulowanym jest propadien.
Sprzężonew których wiązania podwójne są rozdzielone jednym wiązaniem pojedynczym: ...−CH=CH−CH=CH−... Najprostszym dienem sprzężonym jest 1,3-butadien:

Buta-1,3-dien

Wiązania podwójne występujące blisko siebie, na skutek rezonansu chemicznego ulegają delokalizacji. W rezultacie dieny sprzężone są bardziej reaktywne od prostych alkenów, a mniej reaktywne od allenów. Dieny sprzężone wraz z prostymi alkenami biorą udział reakcji Dielsa-Aldera i reakcji metatezy.
Izolowane(−CH=CH−CH2−...−CH=CH−), w których wiązania podwójne są rozdzielone więcej niż jednym wiązaniem pojedynczym, ze względu na niewielkie wzajemne oddziaływanie tych wiązań mają podobne do własności prostych alkenów. Najprostszym dienem izolowanym jest 1,4-pentadien.
Cyklodieny
Analogiczne węglowodory cykliczne zawierające dwa wiązania podwójne nazywa się cyklodienami. Niektóre cyklodieny mają własności zbliżone do dienów łańcuchowych (np. cyklookta-1,4-dien), inne z kolei mają cechy związków aromatycznych (np. ligand cyklopentadienylowy czyli cyklopenta-1,3-dien po przyłączeniu jednego elektronu).